# Diphucephala regalis
Diphucephala regalis är en skalbaggsart som beskrevs av Lea 1917. Diphucephala regalis ingår i släktet Diphucephala och familjen Melolonthidae. Inga underarter finns listade i Catalogue of Life.